# Алексий Аксух
Алексий Аксух (на гръцки: Άλέξιος Άξούχ) е византийски аристократ и военачалник от XII век, син на великия доместик Йоан Аксух.

## Биография
Алексий Аксух е син на Йоан Аксух, велик доместик на византийската армия, приятел от детството и „дясна ръка“ на император Йоан II Комнин (управлявал 1118 – 1143). Самият Алексий е женен за Мария Комнин, дъщеря на най-големия син на Йоан II и негов съимператор Алексий, който умира през 1142 г.
Опитен войник, Алексий е удостоен с ранг протостратор и участва в няколко военни кампании при управлението на император Мануил I Комнин (1143 – 1180 г.). През 1157 г. той е изпратен в Южна Италия, за да се опита да възстанови византийските позиции там след поражението на велики дука Алексий Комнин. Въпреки че в същото време трябвало да направлява деликатните отношения, изпълнени с взаимни подозрения, със Свещената Римска империя, която доминира в Северна Италия, Аксух очевидно бил много успешен в мисията си, довела до сключването на почтен мир с крал Вилхелм I от Сицилия през 1158 г., което позволява на византийската армия да се измъкне от италианското приключение. Това позволява на Мануил I да съсредоточи вниманието си на Изток, където политиката му в Киликия срещу арменския владетел Торос се проваля грандиозно.. През 1165 г. самият Алексий е изпратен в Киликия като главнокомандващ (стратег автократор) и управител (дук) по време на пленничеството на Константин Каламан. Вероятно е участвал и във войната с Унгария през 1166 г. заедно с бъдещия унгарски крал Бела III.
Около 1167/70 г. обаче Алексий изпада в немилост пред Мануил I, след като е обвинен в заговор срещу императора, а преди това е и критикуван за особен акт на обида на величеството : Алексий украсил един от дворците си в Константинопол с великолепни изображения на кампаниите и победите на Килидж Арслан II (р. 1156 – 1192), селджукския султан на Икония, вместо с подвизите на самия Мануил I, каквато била традицията по това време. Наред с други неща, Алексий е обвинен в „прибягване до магьосничество“ и заговор с латински „магьосник“ да отрови императрица Мария Антиохийска, за да ѝ попречи да роди наследник. Историкът Йоан Кинам твърди, че обвиненията в заговор са истински, но Никита Хониат вярва, че Аксух е бил отстранен от несигурния Мануил. По-конкретно, Хониат съобщава, че Мануил подозирал както Аксух, така и своя братовчед, бъдещия Андроник I Комнин, поради пророчеството, че името на неговия наследник ще започва с „А“. Каквато и да е истината, Алексий бил признат за виновен и затворен до края на дните си в манастир на планината Папикий (Орлица) в Тракия, въпреки многократните опити на съпругата му да измоли освобождаването му от Мануил. Съобщава се, че Мария починала от скръб по съдбата на съпруга си, докато самият Алексий също умира няколко години след постригането си.
Алексий Аксух имал двама сина, единият от които, Йоан Комнин Тлъсти, повел неуспешен бунт срещу император Алексий III Ангел през юли 1201 г. и бил убит по време на него.

## Препратки
1. ↑  ODB 1991, с. 239, "Axouch" (A. Kazhdan, A. Cutler); Magdalino 2002, с. 195, 257.
2. 1 2 3  ODB 1991, с. 239, "Axouch" (A. Kazhdan, A. Cutler); Guilland 1967, с. 481.
3. ↑  ODB 1991, с. 239, "Axouch" (A. Kazhdan, A. Cutler).
4. ↑  Guilland 1967, с. 481; Magdalino 2002, с. 60 - 61.
5. ↑  Magdalino 2002, с. 61 - 63.
6. ↑  Magdalino 2002, с. 61, 67.
7. ↑  Guilland 1967, с. 481; Magdalino 2002, с. 107.
8. ↑  ODB 1991, с. 239, "Axouch" (A. Kazhdan, A. Cutler); ODB 1991, с. 938–939, "History Painting".
9. ↑  Garland & Stone; 2006.
10. ↑  Magdalino 2002, с. 19, 218.
11. ↑  Magdalino 2002, с. 6 - 7.
12. ↑  ODB 1991, с. 239, "Axouch" (A. Kazhdan, A. Cutler); Simpson 2021, с. 278; ГИБИ XI 1983, с. 16, Никита Хониат, 10. Протостратор Алексий в Сердика.
13. 1 2  Guilland 1967, с. 481.